# Хоран, Линдси
Линдси Мишель Хоран (англ. Lindsey Michelle Horan; род. 26 мая 1994, Лейквуд, Колорадо) — американская футболистка, игрок французского клуба «Олимпик Лион» и сборной США по футболу. Чемпионка мира 2019 года. В составе «Лиона» двукратная чемпионка Франции (2022, 2023), победительница женской Лиги чемпионов УЕФА (2022) и обладательница Кубка Франции (2023).

## Биография

### Ранние годы
Родилась 26 мая 1994 года в Голдене, где обучалась в Золотой средней школе, но за школьную команду не играла. Начала заниматься футболом в 11 лет и играла за команду «Колорадо Раш». В 2012 году она была признана Лучшей футболисткой колледжа, возглавив список из более 150 кандидатов.

### Профессиональная карьера

#### Клубная

##### «Пари Сен-Жермен» (2012—2016)
В июле 2012 года подписала контракт с французским клубом «Пари Сен-Жермен». В составе «парижанок» она отыграла более трёх сезонов, забив 46 голов за 58 матчей и выиграв три раза подряд серебряные медали чемпионата Франции, а также стала финалисткой Женской Лиги чемпионов в сезоне 2014/2015 годов, уступив в финале «Айнтрахту» со счётом 2:1.
4 января 2016 года «ПСЖ» объявил о расторжении с ней контракта и она вернулась в США.

##### «Портленд Торнс» (2016—2022)
Вернувшись на родину, 13 января 2016 года она подписала контракт с клубом «Портленд Торнс», представляющий Национальную женскую футбольную лигу. В сезоне 2017 года «Торнс» стали чемпионами Женской футбольной лиги, обыграв в финале «Норт Каролина Кураж» со счётом 1:0; единственный мяч был забит Хоран, а также она была названа Самым ценным игроком чемпионата NWSL.
Благодаря хорошей результативности в сезоне 2018 года, где она забила 13 голов за 22 игры по итогам сезона Хоран получила награду, как Самый ценный игрок NWSL.
В сезоне 2021 года в составе «Портленд Торнс» Хоран выиграла три командных трофея, став победителем регулярного сезона NWSL, Кубок вызова NWSL и Международный кубок чемпионов.

##### «Олимпик Лион» (2022—наст. время)
В январе 2022 года на правах аренды перешла в «Олимпик Лион»; срок аренды рассчитан до июля 2023 года. В составе «Олимпика» она стала двукратной чемпионкой Франции, выиграв в 2022 и 2023 годах чемпионат Франции и Лигу чемпионов в 2022 году, где «Лион» обыграл в финале «Барселону» со счётом 3:1, а также Кубок Франции в 2023 году. 22 июня 2023 года перешла во французский клуб на постоянную основу, подписав контракт до июня 2026 года.

### Международная
Хоран результативно играла за юниорскую (до 17 лет) и молодёжную (до 20 лет) сборные США, но она пропустила из-за травмы колена МЧМ-2012, который завершился победой американок. В феврале 2013 года была впервые вызвана в сборную США по футболу на Кубок Алгарве, где 8 марта сыграла первый матч против сборной Китая, который завершился победой американок со счётом 5:0.
Летом 2016 года участвовала в олимпийском футбольном турнире, на котором американки вылетели, проиграв сборной Швеции в 1/4 финала в серии пенальти со счётом 4-3.
В мае 2019 года вошла в состав сборной США по футболу для участия в чемпионате мира. В матче со сборной Таиланда, закончившийся победой американок со счётом 13:0, забила один из голов, а по итогам турнира американки стали чемпионками мира. 31 января 2020 года в матче олимпийского квалификационного турнира против сборной Панамы оформила свой первый хет-трик в карьере, а матч закончился победой сборной США со счётом 8:0.
Летом 2021 года играла в составе сборной США играла на Олимпийских играх, на турнире американки завоевали бронзовые медали. 
Спустя два года, играла на чемпионате мира 2023 года, забив на турнире гол в матче против сборной Вьетнама (3:0) и мяч в матче со сборной Нидерландов (1:1). Турнир закончился для сборной США вылетом в 1/8 финала после поражения команды в серии пенальти от сборной Швеции со счётом 5:4 после 120 минут игрового времени, которое закончилось со счётом 0:0.